# Toni Braxton (album)
Toni Braxton è l'album di debutto da solista della cantante statunitense Toni Braxton, pubblicato per LaFace Records il 13 luglio 1993.
Il disco ha raggiunto la prima posizione nella classifica Billboard 200 ed in quella R&B, conquistando 8 dischi di platino negli Stati Uniti e vendendo in tutto il mondo 10 milioni di copie.

## Tracce
1. Another Sad Love Song – 5:01 (Babyface, Daryl Simmons)
2. Breathe Again – 4:29 (Babyface)
3. Seven Whole Days – 6:22 (Babyface, Antonio "L.A." Reid)
4. Love Affair – 4:28 (Tim Thomas, Ted Bishop)
5. Candlelight – 4:36 (Gaylor D, John Burnes)
6. Spending My Time with You – 4:08 (Bo Watson, McArthur)
7. Love Shoulda Brought You Home – 4:56 (Babyface, Daryl Simmons, Bo Watson)
8. I Belong to You – 3:53 (Vassal Benford, Ronald Spearman)
9. How Many Ways – 4:45 (Vincent Herbert, Toni Braxton)
10. You Mean the World to Me – 4:53 (Antonio "L.A." Reid, Babyface, Daryl Simmons)
11. Best Friend – 4:28 (Toni Braxton, Vance Taylor)
12. Breathe Again (Reprise) – 1:19 (Babyface)

Edizione europea
1. Give U My Heart (feat. Babyface) (Mad Ball Mix) – 6:11 (Bo Watson, Babyface, Antonio "L.A." Reid, Daryl Simmons)

## Classifiche

### Classifiche settimanali
| Classifica (1993/94) | Posizione massima |
| -------------------- | ----------------- |
| Australia            | 6                 |
| Canada               | 4                 |
| Germania             | 7                 |
| Norvegia             | 14                |
| Nuova Zelanda        | 2                 |
| Paesi Bassi          | 11                |
| Regno Unito          | 4                 |
| Stati Uniti          | 1                 |
| Stati Uniti (R&B)    | 1                 |
| Svezia               | 24                |

### Classifiche di fine anno
| Classifica (1993) | Posizione |
| ----------------- | --------- |
| Stati Uniti       | 69        |
| Classifica (1994) | Posizione |
| Canada            | 17        |
| Nuova Zelanda     | 19        |
| Paesi Bassi       | 34        |
| Stati Uniti       | 7         |

### Classifiche di fine decennio
| Classifica (1990-99) | Posizione |
| -------------------- | --------- |
| Stati Uniti          | 68        |